# Longvillers
Longvillers (Ausspracheⓘ) ist eine französische Gemeinde mit 356 Einwohnern (Stand: 1. Januar 2022) im Département Calvados in der Region Normandie. Sie gehört zum Arrondissement Vire und zum Kanton Les Monts d’Aunay.

## Geografie
Longvillers liegt etwa 25 Kilometer südwestlich von Caen. Umgeben wird die Gemeinde von Épinay-sur-Odon im Norden und Nordosten, Le Mesnil-au-Grain im Osten und Südosten, Les Monts d’Aunay im Süden, Saint-Georges-d’Aunay im Südwesten und Westen sowie Maisoncelles-Pelvey in nordwestlicher Richtung.

## Bevölkerungsentwicklung
| Jahr                             | 1793 | 1836 | 1876 | 1926 | 1946 | 1968 | 1990 | 2016 |
| Einwohner                        | 464  | 537  | 399  | 288  | 293  | 221  | 288  | 359  |
| Quelle: Cassini, EHESS und INSEE |      |      |      |      |      |      |      |      |

## Sehenswürdigkeiten
- Kirche Saint-Vigor
- Gutshaus aus dem 15. Jahrhundert
- Reste des Klosters Longvillers, einer ehemaligen Zisterzienserabtei aus dem Jahr 1135
- Lavoir

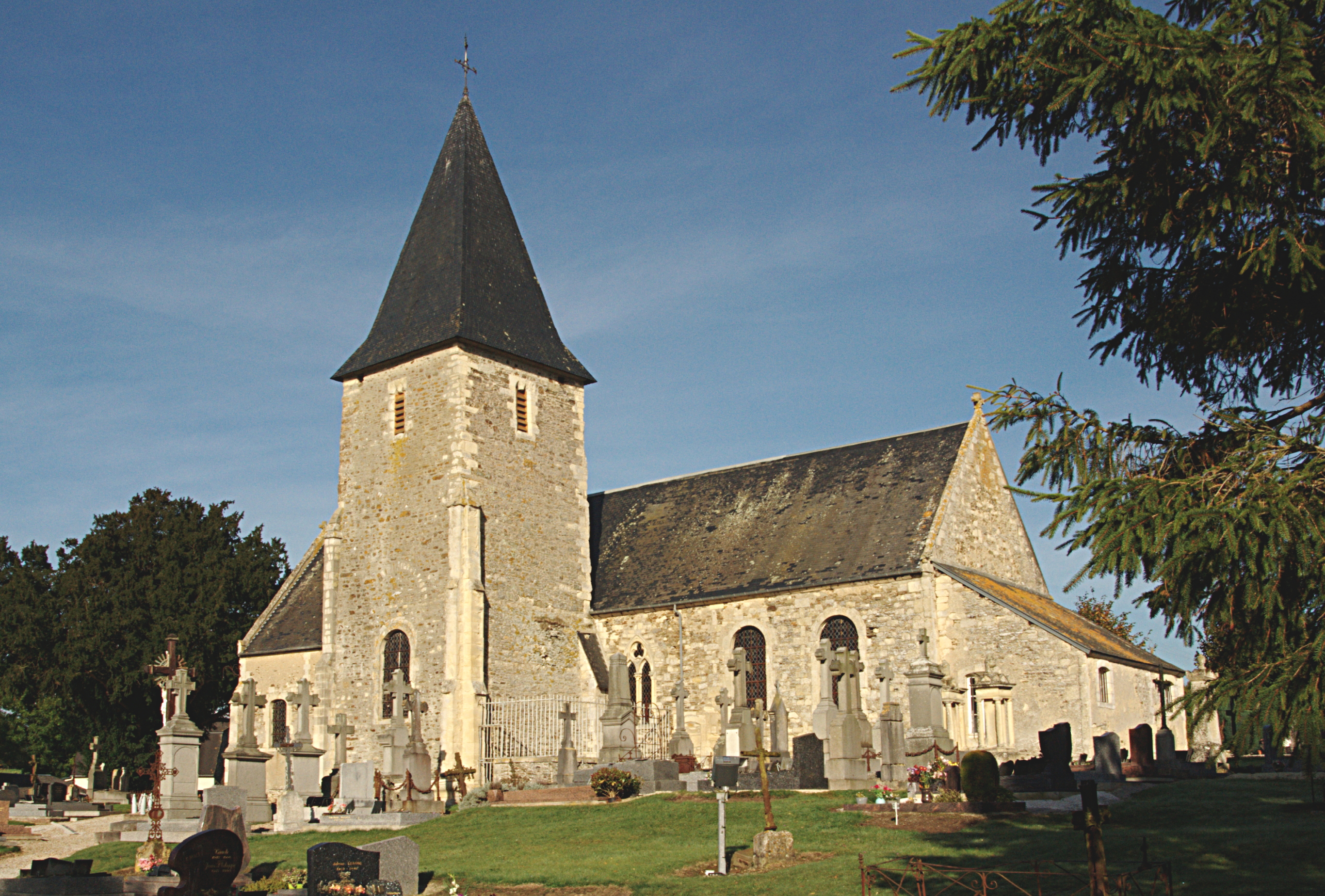
Kirche Saint-Vigor
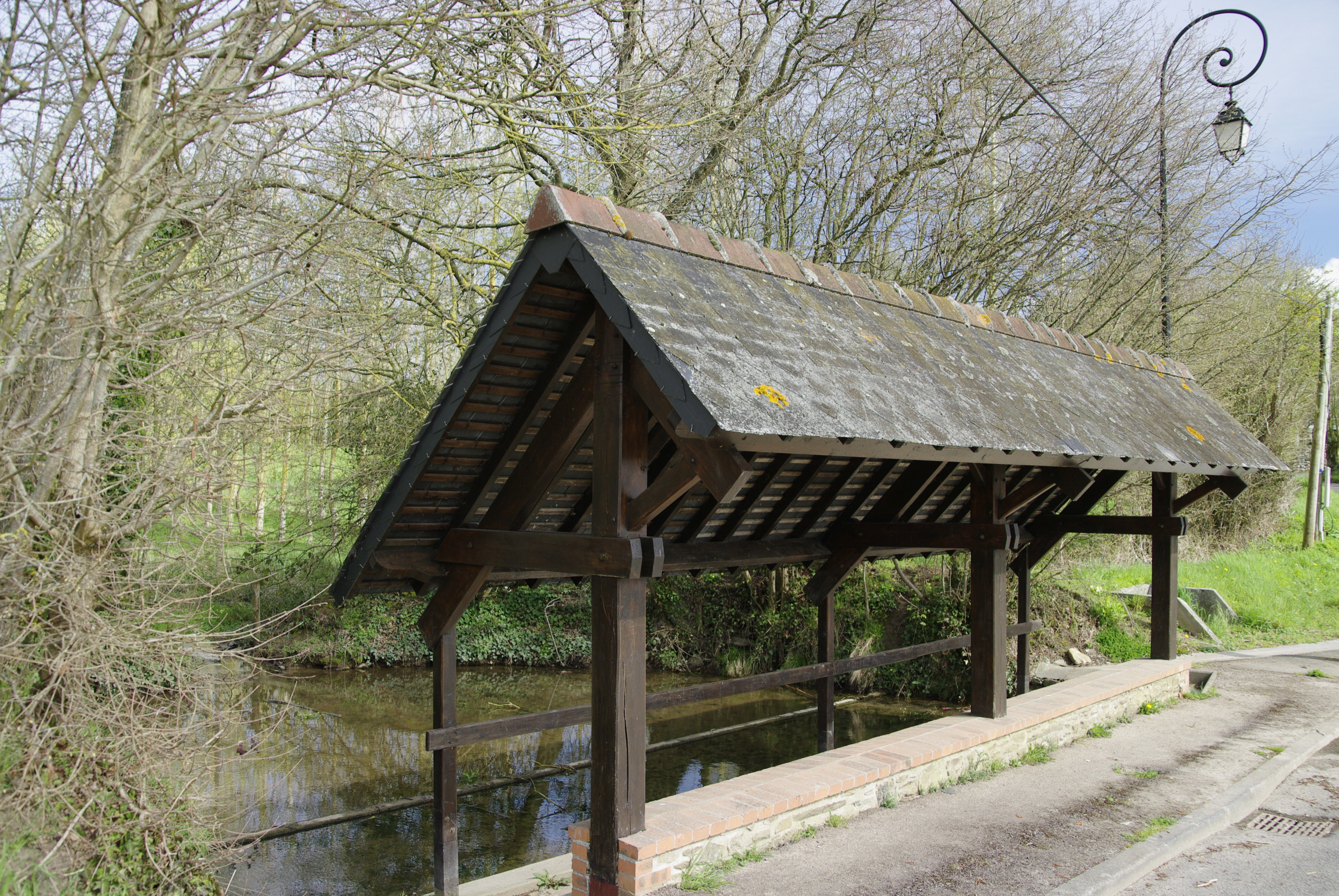
Lavoir